# Maomé ibne Alaxate Alcuzai
Maomé ibne Alaxate Alcuzai (Muhammad ibn al-Ash'ath al-Khuza'i, lit. "Maomé, filho de Alaxate Alcuzai") foi um oficial abássida do século VIII que serviu como governador no Irã, Egito e Ifríquia.

## Vida
Maomé foi um nacibe durante a fase missionária abássida no Coração e na subsequente Revolução Abássida. Com o espalhar da revolução, Abu Muslim nomeou Maomé como governador de Tabaçaim, Pérsis e Carmânia. Em 755, participou na supressão da rebelião de Sunpade em Rei, e no ano seguinte lutou contra outro rebelde, Jauar ibne Marar, também em Rei (embora os dois eventos podem ter sido misturados nas fontes de modo que Maomé pode ter estado presente em apenas um).
Em 758/759, foi nomeado governador do Egito, um posto que reteve até 760/761, e foi então enviado para o ocidente contra os ibaditas de Ifríquia. Segundo o historiador mameluco Safadi, ele também foi governador de Damasco sob Almançor (r. 754–775). Maomé morreu em 766, enquanto estava marchava para participar num raide de verão contra o Império Bizantino. Seus filhos também tiveram carreiras distintas: Jafar foi saíbe da xurta para Harune Arraxide (r. 786–809) e governador do Coração, enquanto Nácer foi governador da Palestina e Sinde.